# ملك درق (تشهاردانغة)
ملك درق (بالفارسية: ملک‌درق) هي منطقة سكنية تقع في إيران في قسم تشهاردانغة الریفي. يقدر عدد سكانها بـ 127 نسمة.